# Stanek Erzsébet
Stanek Erzsébet (Budapest, 1943. december 13.[forrás?] – Taksony, 2014. július 14.[forrás?]) magyar ejtőernyős sportoló.

## Életpálya
A magyar és a nemzetközi ejtőernyős versenyeken eredményesen képviselte Magyarország színeit. Élvonalbeli, válogatott sportoló, ejtőernyős oktató.

## Sportegyesületei
- MHSZ Ganz-MÁVAG Repülő Klub

## Sporteredmények
- A VII. Ejtőernyős Világbajnokságot 1964. július 30. és augusztus 16. között NSZK Leutkirc helység Allgäu repülőterén rendezték, ahol a magyar női válogatottat egyedül (!) képviselte.
  - 1000 méteres egyéni kombinált versenyszámban 0,77 centiméteres célközelséggel női világrekordot állított fel. Kiegyensúlyozott teljesítményével (összetett értékelés) 2. lett a világbajnokságon.
- A VIII. Ejtőernyős Világbajnokságot 1968. augusztus 9.  és augusztus 25. között NDK-ban, Lipcsében rendezték, ahol a magyar női csapat további tagjai Bácskai Györgyi, Csomós Vera, Paczkó Etelka volt.
  - az 1000 méteres női célba ugró csapatversenyen válogatottunk a harmadik helyen végzett.
- A IX. Ejtőernyős Világbajnokságot 1970. augusztus 6. és augusztus 20. között Ausztria, Grazban rendezte, ahol a magyar női csapat további tagjai Bácskai Györgyi, Paczkó Etelka, Csomós Vera és Weisz Éva voltak.

### Magyar bajnokság
- A X. Magyar Ejtőernyős Nemzeti Bajnokságot 1963. július 21. valamint július 27. között tartották meg Hajdúszoboszlón, ahol
  - az 1000 méteres női egyéni célba ugrás győztese,
  - az 1500 méteres női kombinált ugrást ezüstérmese,
  - a 2000 méteres stílus ugrás országos bajnoka,
  - az egyéni összetett verseny országos bajnoka,
- A XI. Magyar Ejtőernyős Nemzeti Bajnokság megrendezésére 1964. szeptember 21. és szeptember 20. között újra Hajdúszoboszlón rendezték. Egyetlen női versenyzőként a 21 fős férfiversenyzők között:
  - az 1000 méteres férfi egyéni célba ugrásban a 7. helyezést érte el,
- A XIII. Magyar Ejtőernyős Nemzeti Bajnokságot 1966-ban rendezték.
  - az 1000 méteres női egyéni célba ugrás győztese,
  - a 2000 méteres stílus ugrás országos bajnoka,
  - az egyéni összetett verseny országos bajnoka,
- A XV. Magyar Nemzeti Bajnokságot 1969. szeptember 5. és szeptember 7. között rendezték meg Gödöllőn. 
  - a 2000 méteres stílus ugrás országos bajnoka,
  - az egyéni összetett verseny országos bajnoka,

## Szakmai sikerek
Érdemes Sportoló.